# Ad caeli Reginam

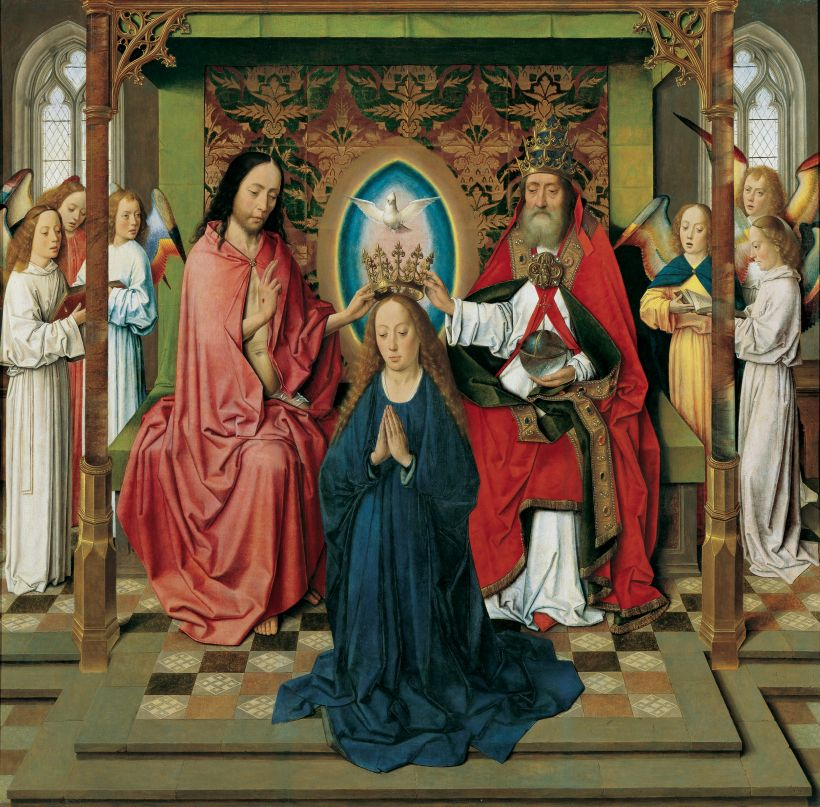
Le Couronnement de la Vierge (toile de Dirk Bouts, 1450)

Ad caeli Reginam est une encyclique du pape Pie XII issue à Rome le 11 octobre 1954, par laquelle il proclame Marie (mère de Jésus) « Reine du Ciel ». L'encyclique est un élément supplémentaire de l’enseignement mariologique développé par Pie XII durant son règne. La fête liturgique de Marie-Reine fut alors fixée au 31 mai. Aujourd’hui, cette mémoire liturgique est célébrée le 22 août dans la forme ordinaire du rite romain (la forme extraordinaire a conservé le 31 mai).

## Contenu et enseignement
Élevée au ciel, Marie a rejoint son divin Fils, Jésus Christ. Marie peut et doit également être appelée la ‘Reine’, non seulement en raison de sa Divine maternité de Jésus-Christ, son fils unique, mais aussi parce que Dieu a voulu lui donner un rôle exceptionnel dans l’œuvre de salut du genre humain. L'encyclique affirme, que le Christ, parce qu'il nous a rachetés, est notre Seigneur et Roi par un titre spécial. Il en découle que la Vierge Marie est aussi notre Reine, en raison de la manière unique dont elle a participé à la rédemption du genre humain, en donnant de sa propre substance, en offrant librement son Fils pour nous et par son désir singulier et l'intérêt actif qu’elle porte au salut de l’homme.
Marie a été choisie comme mère du Christ, afin qu'elle devienne une partenaire au travail de rédemption de la race humaine.  De même que le Christ, Nouvel Adam, doit être appelé Roi, non simplement parce qu'il est le Fils de Dieu, mais aussi parce qu'il est notre Rédempteur, ainsi, par analogie, la Bienheureuse Vierge Marie est Reine pas seulement parce qu'elle est Mère de Dieu, mais également parce que, comme Nouvelle Ève, elle a été étroitement associée au Nouvel Adam.
L'Église a toujours enseigné que Marie devance toute autre créature en dignité, et à la suite de son Fils possède la primauté sur l'ensemble. « Vous avez dépassé toutes les créatures » chante Saint Sophrone. "que peut être plus sublime que votre joie, Ô Vierge mère ? Qu’y a –t-il de plus noble que cette grâce que vous seule avez reçue de Dieu"? Ce à quoi Saint Germain ajoute: "votre honneur et dignité surpassent l’ensemble de la création ; votre grandeur vous place au-dessus des anges. » Et Saint Jean Damascène va jusqu'à dire: « La différence entre les serviteurs de Dieu et de sa Mère est sans limite. »
Des prédécesseurs du pape Pie XII sont cités.  Pie IX : "avec un cœur qui est vraiment celui d’une mère, Elle s’engage dans le problème de notre salut et est pleine de sollicitude pour la race humaine entière. Faite Reine du Ciel et de la terre par le Seigneur, exaltée au-delà de tous les chœurs des anges et des saints et debout à la droite de son fils unique, Jésus-Christ notre Seigneur, elle intercède puissamment pour nous avec des prières maternelles. Ainsi elle obtient ce qu'elle cherche et ne peut être repoussée". Léon XIII, dit qu'une puissance « presque incommensurable » a été donnée à Marie dans la distribution des grâces. Saint Pie X ajoute qu'elle remplit cet office "comme c’est le droit d’une mère".
Le pape Pie XII  exhorte les théologiens et les prédicateurs à ne pas s’écarter de la bonne voie, évitant aussi bien les exagérations mariales qu’une étroitesse d’esprit dans la conception de notre salut.
L’encyclique fait allusion à certains pays du monde, où les gens sont injustement persécutés pour leur foi chrétienne, et sont privés de leurs droits divins et humains à la liberté. Les demandes raisonnables qui ont été faites, comme les protestations réitérées, n’ont rien apporté. « Que la Reine de la création dans sa puissance, dont le regard radieux bannit les orages et les tempêtes et rétablit un ciel sans nuages, regarde avec des yeux attendris ces enfants innocents et tourmentés qui sont les siens »